# Illa de Melville (Canadà)
L'illa de Melville (en anglès Melville Island) és una gran illa deshabitada pertanyent al grup de les illes de la Reina Elisabet, a l'arxipèlag àrtic canadenc. Administrativament, l'illa està dividida en dues parts: la part occidental, quasi la totalitat de l'illa, pertany als Territoris del Nord-oest, i una de molt petita, la part més oriental, al territori autònom de Nunavut, sent la separació el meridià 110 W.
Té una superfície de 42.149 km². És la 33a illa més gran del món i la vuitena illa més gran del Canadà.
Les muntanyes de l'illa de Melville, algunes de les més grans del Nord del Canadà occidental, arriben a cotes de 750 m.

## Origen del nom

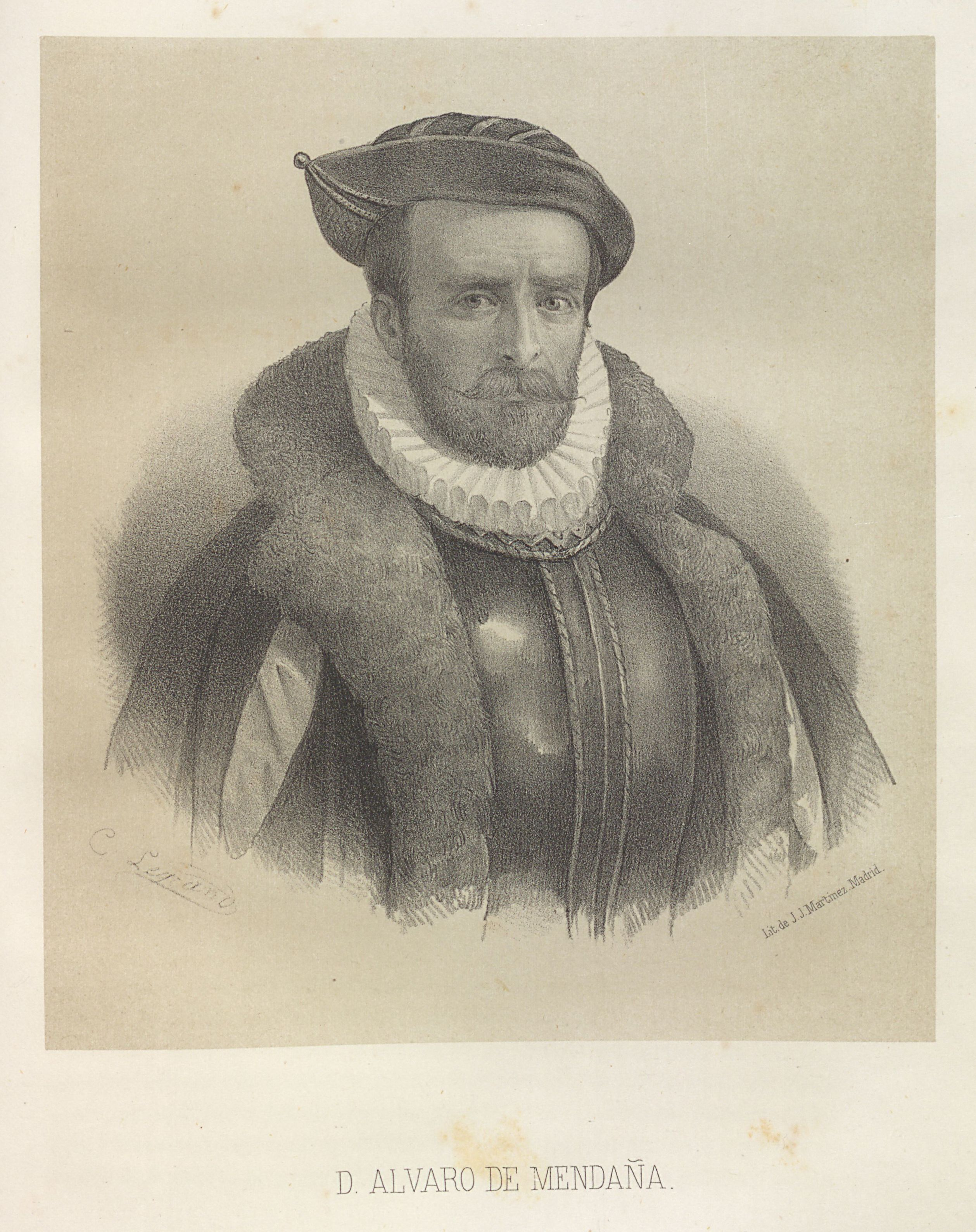
Retrat imaginat d'Álvaro de Mendaña. En Història de la Marina Reial Espanyola: des del descobriment de les Amèriques fins al combat de Trafalgar. Autor: Ferrer de Couto, Josep (1820-1877), March i Labores, José m. 1865.

El nom d'aquest mar és degut a la presència de les Illes de Salomó. L'explorador espanyol Álvaro de Mendaña va ser el primer europeu a visitar les illes. Havia sentit les llegendes inques que parlaven d'unes illes, Anachumbi i Ninachumbi, descobertes per l'Emperador Inca Túpac Yupanqui i plenes de tresors. Aquestes regions eren identificades amb la regió d’Ofir, on es trobaven les mines del rei Salomó. Tot i no haver trobat l'or esperat en aquestes illes, els espanyols les van anomenar Illes de Salomó, i per això aquest mar es denomina així també.

## Geografia

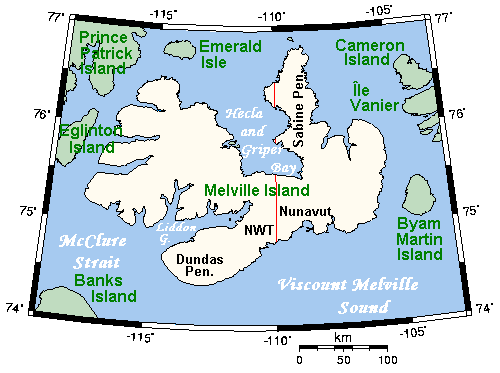
Mapa de Melville, amb el meridià 110 W com a separació entre els Territoris del Nord-oest i Nunavut.

L'illa de Melville es troba envoltada d'illes pels quatre vents: al sud hi ha les illes Victòria i Banks; a l'est les illes Cameron, Vanier, Bathurst i illa de Byam Martin; al nord les illes illa Emerald i illa de Mackenzie King; i a l'oest les illes illa Eglinton i Príncep Patrick. Amb una superfície de 42.149 km², és la quarta més gran de l'arxipèlag, la vuitena del Canadà i la 33a més gran del món.

L'alçada màxima de l'illa és de 762 metres.
L'illa té una forma força irregular, quasi dividida en dues parts per un profund entrant en la seva costa septentrional, la badia d'Hecla i Griper, que deixa a la part nord-oriental la península Sabine i en la sud-occidental, la península Dundas; i el golf de Liddon al sud. La seva llargada, en direcció E-W és d'uns 340 km i en sentit N-S d'entre 200 i 240 km, tot i que en el seu punt més estret sols hi ha 45 km.

La longitud de la costa és de 3.107 km. La línia de costa és extremadament irregular, amb dues grans badies que s'endinsen profundament a la terra - Hecla i Gripper al nord i Lyddon a l'oest així com moltes badies més petites (Maree, Purchas, Weatherall i altres). Les penínsules més grans són Sabine i Dundas (al nord-est i al sud-oest de l'illa, respectivament).
La badia d'Ibbett és un fiord a la part occidental de l'illa, amb aproximadament 55 km de llargada.

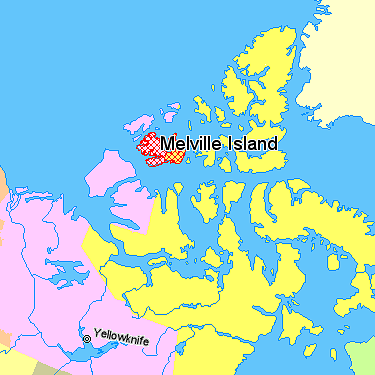
Ubicació de l'illa de Mellville a l'arxipèlag àrtic canadenc

S'han descobert importants jaciments de petroli i gas natural a l'illa de Melville i als voltants
Topogràficament, a l'illa es distingeixen tres regions. La Península de Dundas i dues penínsules més petites entre la badia dels Guerrers i la de Compra que formen un altiplà. A la part occidental de l'illa es distingeixen els turó Blau i el turó Canrobert (l'alçada d'aquest últim és de 552 m). L'altiplà de la península de Dundas disminueix gradualment cap al sud i l'est, formant costes baixes. La costa nord de la badia de Liddon està sagnada per les lleres dels rius i s'endinsa al mar per alts penya-segats. Al nord—est de l'illa, des de la Badia de Marie a l'est fins al cap Long a l'oest, i part de la Península de Sabine al nord de la línia entre les badies d'Eldridge i Sherard són planes baixes. La plana del nord-est és plana, gairebé desproveïda de fites notables, a excepció d'uns quants petits llacs i rius, així com dos turons erosionats amb el cim prop de l'extrem nord de la península de Sabina. La resta de l'illa està ocupada per terres altes muntanyoses. El sud-est és generalment més baix (altures de 200 a 500 m), però més accidentada, amb nombroses crestes de turons formant formacions el·líptiques i pendents pronunciats. Hi ha afloraments rocosos de pedra calcària, gres i esquist. En direcció nord-oest, el paisatge s'aplana gradualment, convertint-se en un altiplà amb valls estretes i profundes. Les costes varien molt en alçada — des de platges suaus fins a penya-segats escarpats de 300 metres. Les costes escarpades de moltes badies estretes els donen una semblança amb els fiords. Les fonts difereixen en l'avaluació del punt més alt sobre el nivell del mar: la Canadenca i la Gran Enciclopèdia Russa indica 776 m (a les muntanyes Blue Hills) la pàgina dedicada a l'alpinisme parla de 762 m i l'Enciclopèdia Àrtica (2017) de 1.067 m.
L'illa es troba a la zona climàtica del nord de l'Àrtida. La temperatura mitjana anual a la part sud de Melville és de -17,5 °C, la temperatura mitjana a l'estiu és de -1,5 °C i a l'hivern de -31 °C. A la part nord de Melville la temperatura mitjana anual és de -18 °C, la temperatura mitjana d'hivern és de -32 °C. La precipitació mitjana anual és de 100 a 150 mm. L'illa es considera un dels llocs més freds de l'Amèrica del Nord subàrtica. Durant els mesos d'estiu, el mar a la zona de la part sud-est de l'illa sol estar lliure de gel i és possible la navegació sense obstacles .

## Sòls, flora i fauna
Els sòls principals són gelisols estàtics i mixtos sobre roques suaus al nord i carbonats paleozoics, gresos i esquists al sud, coberts amb una capa de sediments col·luvials del mezosoic i morenics (a la part de terra baixa del nord de l'illa - també al·luvials i marins). Sota tota la superfície hi ha una capa profunda contínua de permagel amb un contingut mitjà de gel, principalment en forma de falques de gel; l'excepció és la costa sud, on el contingut de gel és alt.
El Fons Mundial per la Natura inclou Melville a les zones naturals de la tundra polar i la tundra polar (part sud). La vegetació escassa no forma una coberta contínua. Predominen les molses i els líquens, així com les plantes herbàcies i arbustives curtes i tolerants al fred, com la saxifraga oppositifolia i les ciperàcies. Entre els principals components de la coberta vegetal al nord de l'illa també hi ha eriophorum, i al sud el salix arctica, la rosella polar, uns quants tipus de cobresies i drias. La vegetació és més abundant a les valls i a les regions costaneres baixes. Als únics indrets aptes per a la vida vegetal es poden observar líquens, molses i herbes com les de la família de les ciperàcies. L'única espècie llenyosa és el Salix herbacea.

### Fauna
Malgrat això, l'illa disposa d'una important colònia de vida animal, composta principalment per ossos polars, caribús, bous mesquers, guineus àrtiques, llops àrtics, llebres polars i erminis. El 2003, una expedició de la Universitat d'Alberta hi va veure un os bru, per la qual cosa és on més al nord s'han trobat rastres d'aquesta espècie animal.
L'illa de Melville és un dels dos principals llocs de cria de l'oca de collar. L'anàlisi d'ADN i les observacions de camp suggereixen que aquestes aus poden ser diferents d'altres espècies de brants. Amb entre 4.000 i 8.000 ocells, aquesta podria ser una de les poblacions d'oques més rares del món.
Als mars al voltant de l'illa hi viuen balenes i foques

## Història

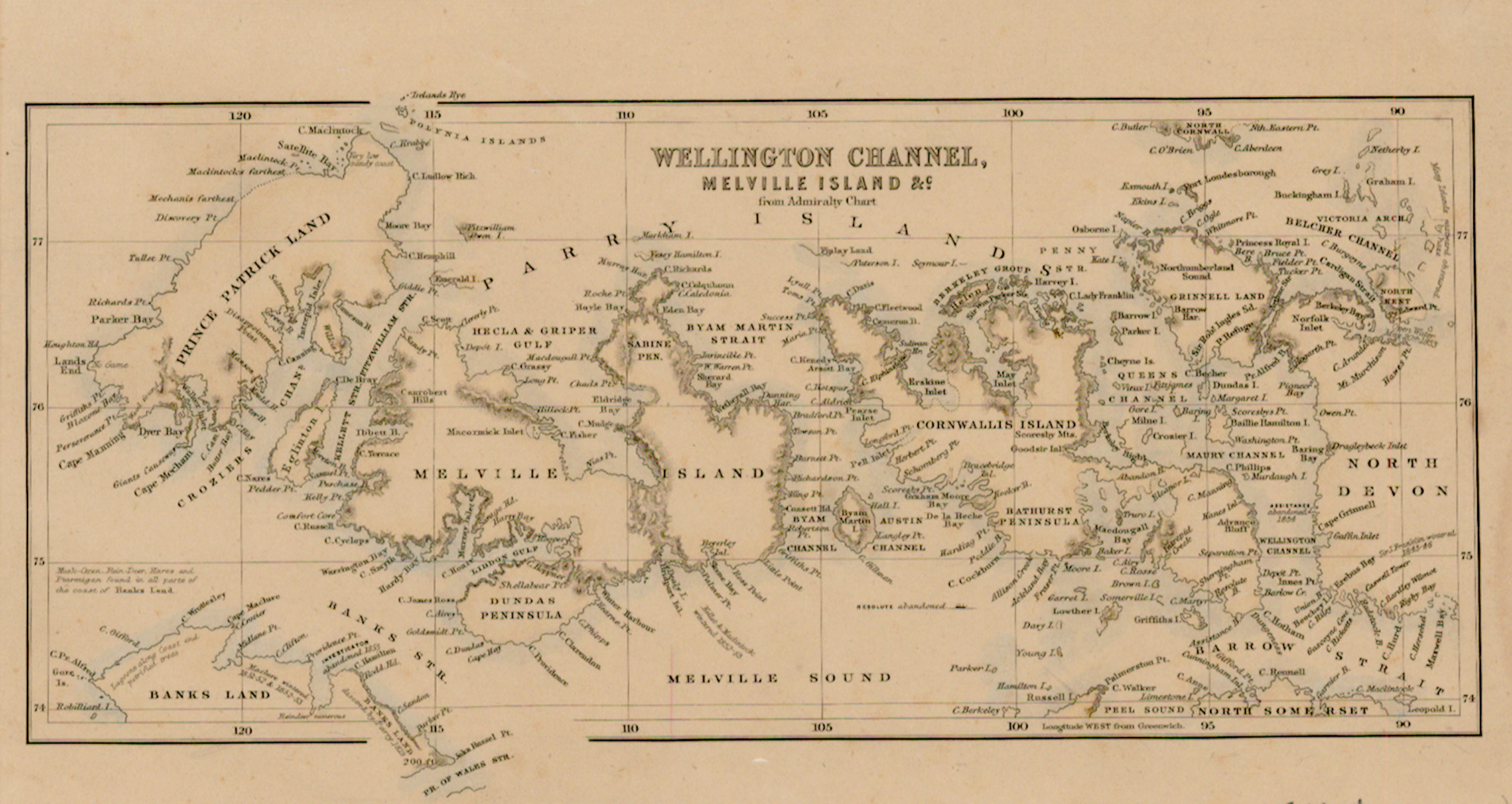
Mapa de l'Illa Melville de 1862

Encara que Melville va romandre deshabitada en temps històrics, les troballes arqueològiques indiquen que va ser habitada en el passat per pobles de Thule i fins i tot per cultures aborígens .
L'illa de Melville fou visitada per primera vegada per l'explorador britànic William Edward Parry en la seva segona expedició de 1819-1820 a l'Àrtida en busca del Pas del Nord-oest. Parry ja havia estat a l'àrtic amb John Ross, però el 1819 organitza una nova expedició formada per dos vaixells, el HMS Hecla, de 375 tones, i el HMS Griper, de 180 tones. Van sortir d'Anglaterra el maig de 1819 i el 4 d'agost arribaren a l'estret de Lancaster, que lliure de gel, els va permetre avançar ràpidament cap a l'oest. En aquesta travessia van descobrir nombroses illes totalment desconegudes fins aleshores, entre les quals hi havia l'illa de Melville.
El maig de 1851, l'illa de Melville va rebre la visita d'un grup de trineus dirigit per Leopold McClintock, part de l'expedició de recerca i rescat d'Horace Austin. Els membres del grup de trineus van explorar la costa sud de l'illa. L'any següent, el grup de trineus de l'expedició de Robert McClure va deixar un missatge a Winter Harbor. Aquest missatge indicava que l'expedició estava passant l'hivern a l'illa Banks, a la badia de Mersea. Gràcies a aquest missatge, els membres de l'expedició McClure es van salvar a la primavera de 1853. El mateix any, els que havien sortit a peu sota el lideratge de McClintock i George Meacham van explorar, respectivament, les costes occidental i nord-oest de l'illa de Melville i les seves costes sud i sud-oest. El mateix any, la costa est va ser cartografiada per George Richards de l'expedició Belcher, que, juntament amb Richard Hamilton, va descobrir la península de Sabine al nord-est de l'illa .

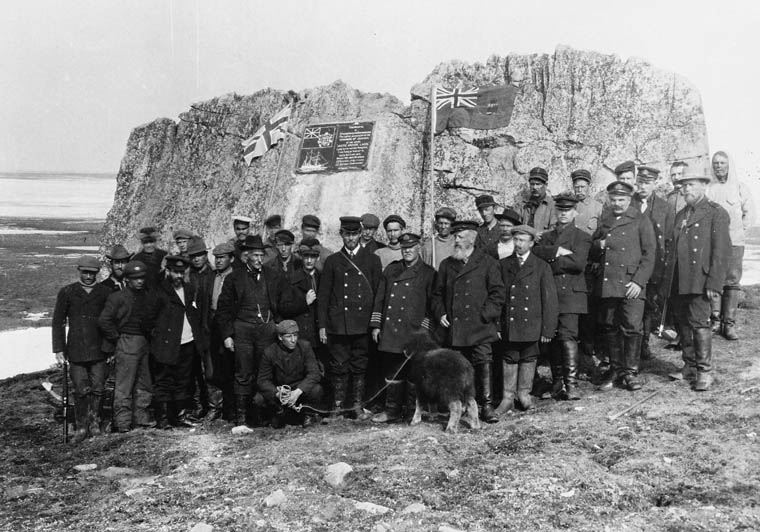
Membres de l'expedició Bernier a Parry's Rock, 1909

El 1906, Joseph-Elzard Bernier, que va desembarcar al Cap Àrtic, va declarar l'illa de Melville com a territori canadenc. Va dur a terme més investigacions a l'illa Bernier el 1908-1910, incloent-hi l'hivernada el 1908/1909. A l'hivern de 1916/1917, Vilhjalmur Stefansson va passar l'hivern a l'illa, establint dos campaments: a les costes sud i nord de la badia de Lyddon. El 1929, una patrulla de la Policia Muntada del Canadà va arribar a l'illa, i el 1944, l'expedició de Henry Larsen va fer diverses parades en el camí de tornada pel pas del nord-oest. El 1947, es va planejar establir una estació meteorològica a l'illa de Winter Harbor. Es van fer uns quants intents infructuosos per trencar el dens gel fins a l'illa, però finalment l'estació es va situar a Resolute, a l'Illa de Cornwallis.
A Winter Harbor hi ha Parry's Rock, sobre la qual es fan inscripcions commemoratives, perpetuant l'expedició de Parry i posteriors expedicions que van dur a terme investigacions en aquests llocs.
Al conjunt de les illes anomenaran arxipèlag de Parry, però des de 1953 es diuen Illes de la Reina Elisabet. Parry es veié obligat a passar l'hivern a l'illa, podent marxar l'any següent, després d'explorar-la a peu. L'illa porta el nom de Robert Dundas, segon vescomte de Melville (1771–1851), que en aquella època era Primer Lord del Mar («First Sea Lord»).
A la recerca de l'expedició perduda de Franklin, Abraham Bradford va explorar la seva costa est fins a Bradford Point el 1851, mentre que les seves costes nord i oest van ser examinades per Francis Leopold McClintock, Richard Vesey Hamilton i George Henry Richards el 1853
El 30 de gener de 1920, The Pioche Record va informar que l'explorador islandès Vilhjalmur Stefansson va trobar una amagatall de l'expedició McClintock de 1853 a l'illa de Melville. En ell hi havia roba i menjar que estaven en excel·lents condicions malgrat les dures condicions àrtiques.
L'any 1930, una gran roca de gres que marcava el lloc d'hivernada de 1819 de Parry a Winter Harbour, aproximadament 5.5 metres de llarg i 3 metres d'alt, va ser designat Lloc Històric Nacional del Canadà.
El 1962, es van descobrir sorres bituminoses del Triàsic al nord-oest de Melville. Uns anys més tard, es va determinar que la més prometedora des del punt de vista de la indústria del petroli i el gas és la península de Sabine. Durant un temps, Panarctic Oils va tenir una oficina de camp a l'illa, però a mitjans de la dècada del 1980, els preus mundials del petroli havien baixat prou per fer que la producció al nord de l'Àrtida no fos rendible .

## Dipòsits de combustibles fòssils
Melville ha aparegut com a candidat als dipòsits de gas natural. Es creia que l'illa tenia jaciments de carbó i pissarra bituminosa des de la primera meitat del segle xx. El primer pou d'exploració d'illa de l'Àrtida canadenca es va construir el 1961 a Winter Harbour.
Va perforar estrats del Paleozoic inferior a una profunditat total de 3823 m. A la dècada de 1970, la part nord de l'illa al costat est de la península de Sabine va demostrar que contenia un important jaciment de gas, conegut com a Drake Point. L'arrendament era propietat de Panarctic Oils, una operació conjunta amb el govern canadenc.